# Колман, Дональд
Дональд Камерон Каннингем (англ. Donald Cameron Cunningham) более известный как Дональд Колман (англ. Donald Colman; 14 августа 1878, Рентон, Уэст-Данбартоншир, Шотландия, Великобритания — 1942, Абердин, Шотландия, Великобритания) — шотландский футболист и тренер начала XX века, капитан футбольного клуба Абердин в 1909—1914 годах. Его карьера в большом футболе не считалась состоявшейся до конца 20-х годов, пока он не был увенчан в Шотландии в возрасте 33 лет.
В качестве тренера он отчасти был известен по введению технических площадок, защищённом месте для сбора заметок о матче. Он представил это новшество на стадионе Питтодри Абердина, проведя первый футбольный матч на стадионе для демонстрации нововведения.

## Юношеская карьера
Колман родился и вырос в Данбэртоншире округа Рентон Шотландии, домашнем городе футбольного клуба Рентон. Молодой Колман был увлечён футболом и он участвовал в деятельности местного клуба перед подписанием на матч с юношеским клубом Глазго Пертшир. Колман опасался, что родители не одобрят его выбора футбола в качестве профессии, и записался в клуб под фамилией своей бабушки Колман. Когда он был принят в своей семье уже состоявшимся футболистом, то уже был известен в профессиональной среде как Дональд Колман и посчитал, что уже слишком поздно, чтобы возвращаться к настоящей фамилии.
Из Глазго Пертшира Колман переходил в ряд юношеских клубов, включая Мэрихилл и его домашний городской клуб, но казалось, что карьера в большом футболе ускользает от него, несмотря на проявляемый к нему интерес со стороны «Хиберниана» и «Сандерленда». Его сочли слишком невысокого роста, чтобы брать в профессиональные игроки, и казалось, что ему суждено оставаться на второстепенных позициях, когда в 1905 году с ним подписал контракт «клуб Мотеруэлл». Колману на тот момент было 27 лет.